# Femmes dans la révolution américaine
Plusieurs acteurs ont participé à la révolution américaine à la fin du XVIIIe siècle. Cette participation a été plus ou moins active et s’est parfois opposé à la révolution de manière radicale. L’historiographie récente a tenté d’étudier la place des femmes dans la naissance des États-Unis et dans la guerre d'indépendance américaine. Elle s’est penchée sur le rôle des individus, mais aussi sur celui des groupes sociaux. 

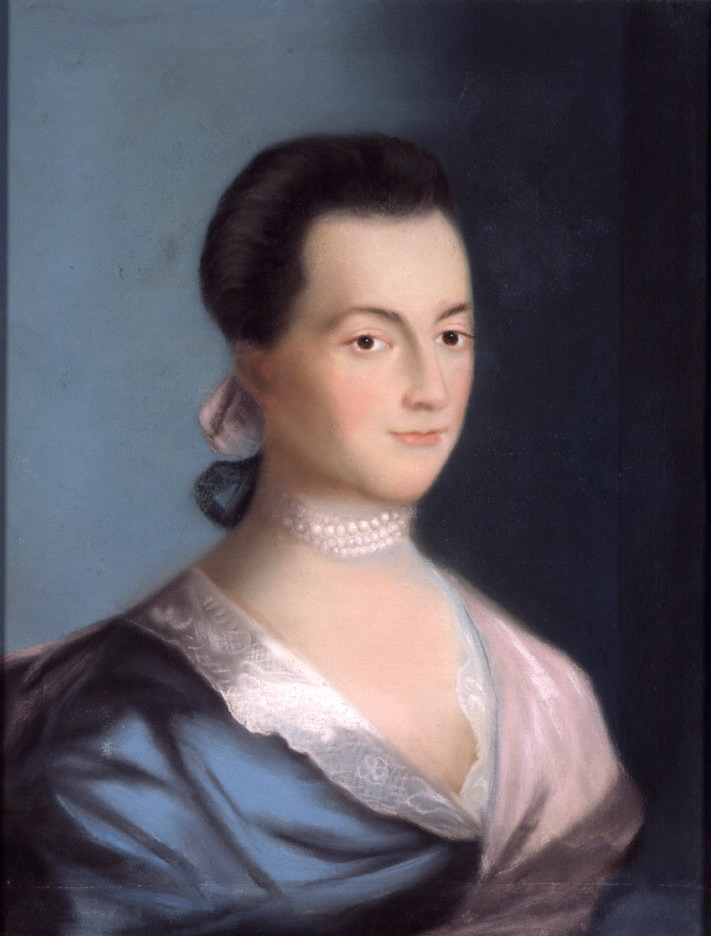
Abigail Adams de Benjamin Blythe, 1766.

## Le rôle des femmes dans les années 1770
Dans les années qui précèdent le déclenchement de la guerre d'indépendance américaine, l'opposition entre les colonies et la métropole britannique n'a cessé de s'exacerber. 
Les femmes patriotes boycottaient les marchandises britanniques comme le thé et fabriquaient leurs propres vêtements pour éviter d’en importer. Elles organisèrent des manifestations de protestation (Edenton Tea Party en 1774) et participèrent aux émeutes qui secouèrent la ville de Boston.

## Les femmes dans la guerre d'indépendance

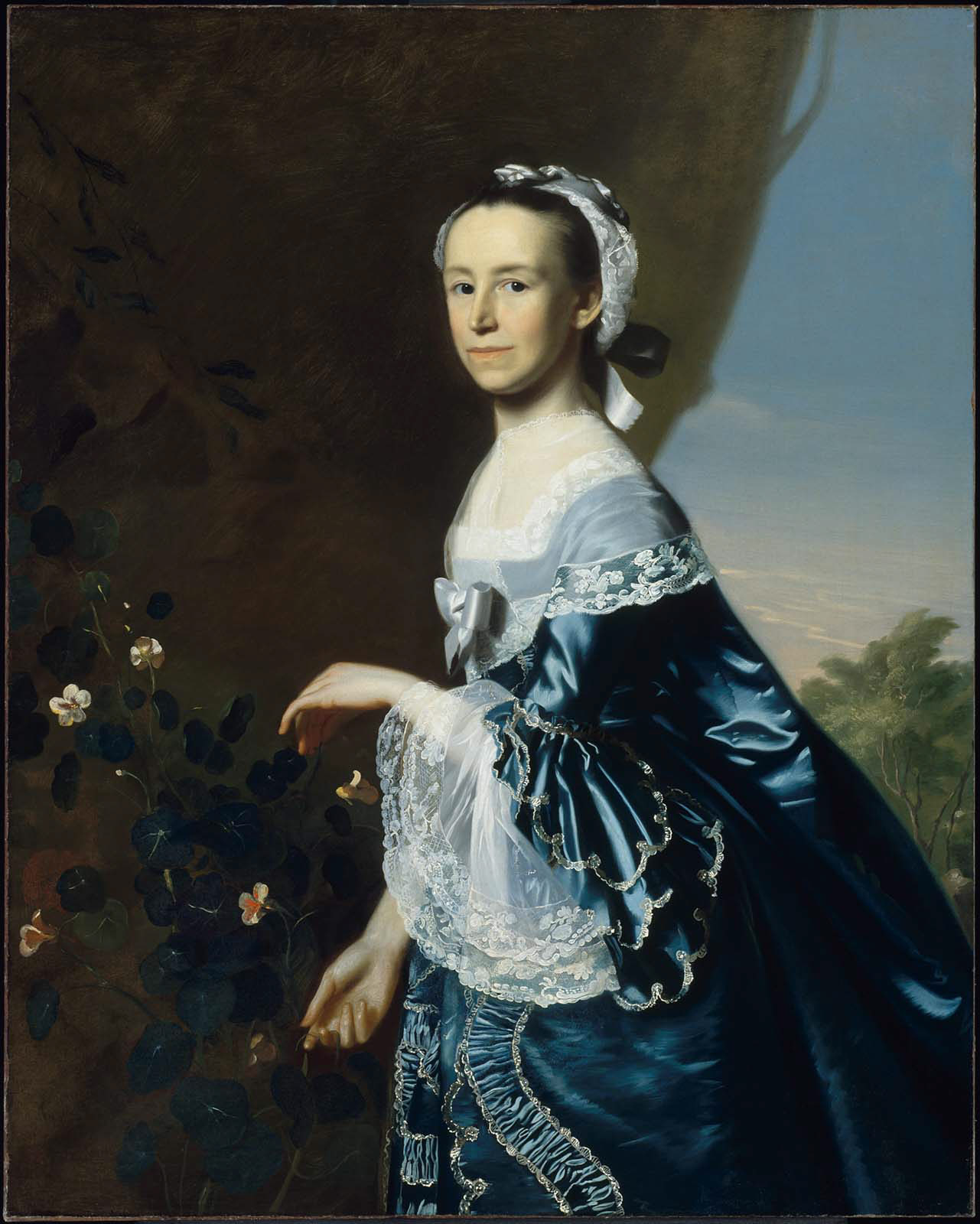
Mercy Otis Warren par John Singleton Copley.

Pendant la guerre d’indépendance américaine, alors que les hommes étaient sur les champs de bataille, les femmes s’occupaient des terres. Elles confectionnaient des couvertures et des uniformes pour l’armée. Elles accueillaient des soldats américains et prenaient ainsi part à l’effort de guerre.
Certaines organisations de femmes, comme la Ladies Association de Philadelphie, collectèrent des fonds pour aider l’armée. Les plus démunies suivirent l’armée continentale et servirent les soldats en lavant le linge, en cuisinant, en soignant les blessés et parfois en se battant ou en espionnant l’ennemi. Certaines femmes se travestissaient pour intégrer l’armée : Deborah Sampson, Hannah Snell, Sally St. Clair par exemple. D’autres ont joué un rôle important de renseignement en faisant passer des messages aux troupes : Deborah Champion, Sara Decker (Haligowski), Harriet Prudence Patterson Hall et Lydia Darragh . La présence de prostituées était mal vue des officiers.
Les femmes des officiers visitaient fréquemment les troupes, comme Martha Washington, la femme du général de l’Armée continentale.
Les femmes furent confrontées à la violence de la guerre. Elles vivaient dans la menace du viol par les soldats et devaient défendre seules leur maison. Nombre d'entre elles devinrent veuves à la suite de la guerre.
Bien peu de femmes jouèrent un rôle politique important dans la révolution américaine : la Constitution américaine de 1787 ne leur donnait pas le droit de vote. Seules Abigail Adams ou encore Mercy Otis Warren eurent une relative influence politique. Après la révolution, les femmes furent instrumentalisées pour enseigner les valeurs républicaines à leurs enfants, afin de les préparer à devenir de bons citoyens (Republican Motherhood).

## Femmes loyalistes
Les femmes loyalistes durent pour la plupart suivre leur mari au Canada ou aux Antilles anglaises. D’autres choisirent la résistance : ainsi, en 1779, Margaret Inglis, Susannah Robinson et Mary Morris décidèrent d’enlever le maire d’Albany. D’autres refusèrent de prêter serment de fidélité au nouveau gouvernement. Certaines femmes cachèrent leur mari loyaliste, d’autres d’importants papiers et leurs économies, pour échapper aux confiscations.

## Femmes des minorités ethniques

### Amérindiennes
La guerre perturba les échanges entre les tribus amérindiennes et provoqua la destruction des récoltes, dont les femmes s'occupaient traditionnellement. 

### Afro-Américaines
Dans le sud, les femmes esclaves furent utilisées pour construire et réparer les fortifications des sièges de Savannah et Charleston. Dans le nord, Mum Bett, une esclave du Massachusetts quitta son maître en 1781 et formula une pétition avec l’aide de l’avocat Theodore Sedgwick contre l’esclavage, arguant que cette pratique était incompatible avec le principe affirmé dans la constitution d'égalité. La Massachusetts abolit l’esclavage en 1783 et Mum Bette changea de nom pour devenir Elizabeth Freeman.
- Berlin, Ira. Generations of Captivity: A History of African-American Slaves. (Cambridge, Massachusetts: Belknap Press), 2003.
- Clifford, Mary Louise. From Slavery to Freetown: Black Loyalists After the American Revolution. (Jefferson, North Carolina: McFarland and Co., inc.), 1999.
- Frey, Sylvia R. Water from the Rock: Black Resistance in a Revolutionary Age. (Princeton, New Jersey: Princeton University Press), 1991.
- Hine, Darlene Clark, ed. Black Women in America: An Historical Encyclopedia. “Revolutionary War.” (New York: Oxford University Press), 2005.
- Jones, Jacqueline. Race, Sex, and Self-Evident Truths: The Status of Slave Women during the Era of the American Revolution. (Charlottesville: University Press of Virginia), 1989.
- Nash, Gary. The Forgotten Fifth. (Cambridge, Massachusetts: Harvard University Press), 2006.